# Aporandria specularia
Aporandria specularia là một loài bướm đêm thuộc họ Geometridae. Loài này có ở Sri Lanka, Ấn Độ, Việt Nam, Thái Lan, quần đảo Andaman, Malaysia bán đảo, Sumatra, Borneo, Philippines và Sulawesi.
Sải cánh khoảng 50–60 mm.
Ấu trùng ăn các loài Mangifera, Terminalia, Eugenia, Areca, Rhizophora và Nephelium.

## Hình ảnh

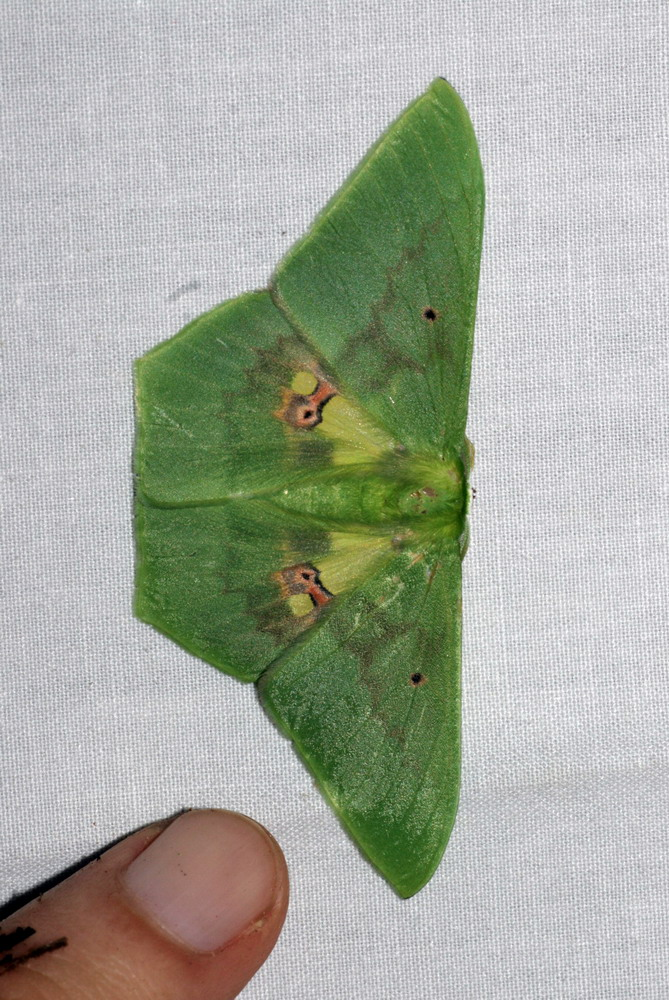